# Horsens (općina)
Horsens je općina u danskoj regiji Središnji Jutland.

## Zemljopis
Općina se nalazi u istočnom dijelu poluotoka Jutlanda, prositire se na 542 km2.

## Stanovništvo
Prema podacima o broju stanovnika iz 2010. godine općina je imala 81.565 stanovnika, dok je prosječna gustoća naseljenosti 150,49 stan/km2. Središte općine je grad Holstebro.

### Veća naselja
| Veća naselja u općini |           |                    |
| Br.                   | Naselje   | Stanovnika (2010.) |
| 1.                    | Horsens   | 52.998             |
| 2.                    | Brædstrup | 3.479              |
| 3.                    | Hovedgård | 2.096              |
| 4.                    | Egebjerg  | 2.055              |
| 5.                    | Østbirk   | 2.030              |
| 6.                    | Gedved    | 2.000              |
| 7.                    | Lund      | 1.718              |
| 8.                    | Hatting   | 1.542              |
| 9.                    | Søvind    | 1.079              |
| 10.                   | Nim       | 690                |

## Vanjske poveznice
- Službena stranica općine  Arhivirana inačica izvorne stranice od 12. svibnja 2011. (Wayback Machine)